# فيل أوكونور
فيل أوكونور (بالإنجليزية: Phil O'Connor)‏ (10 أكتوبر 1953 في المملكة المتحدة - 23 سبتمبر 1985 في أستراليا) هو لاعب كرة قدم أسترالي في مركز الوسط. شارك مع منتخب أستراليا لكرة القدم. أما مع النوادي، فقد لعب مع سيدني تايغرز ونادي ساوثيند يونايتد ونادي لوتون تاون ووولونغونغ ولينكولن سيتي أف سي وسانت جورج ساينتس ‏ وبيكسلي يونايتد ‏ ونادي بلاكتاون سيتي.

## وصلات خارجية
- فيل أوكونور على موقع قاعدة بيانات كرة القدم.إي يو (الإنجليزية)
- فيل أوكونور على موقع ناشيونال فوتبول تيمز (الإنجليزية)